# 山中・大日山県立自然公園

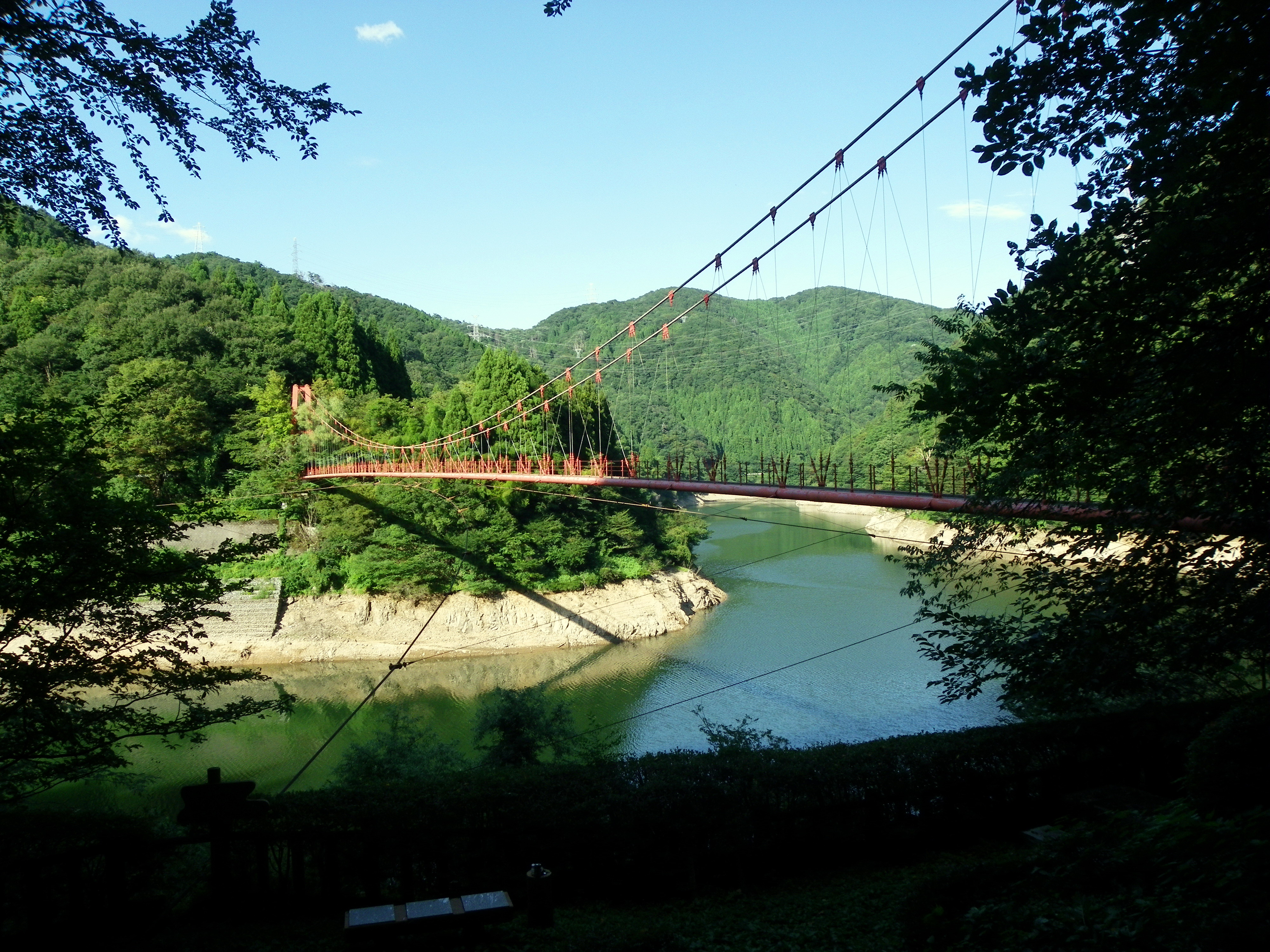
富士写湖に架かる我谷吊橋

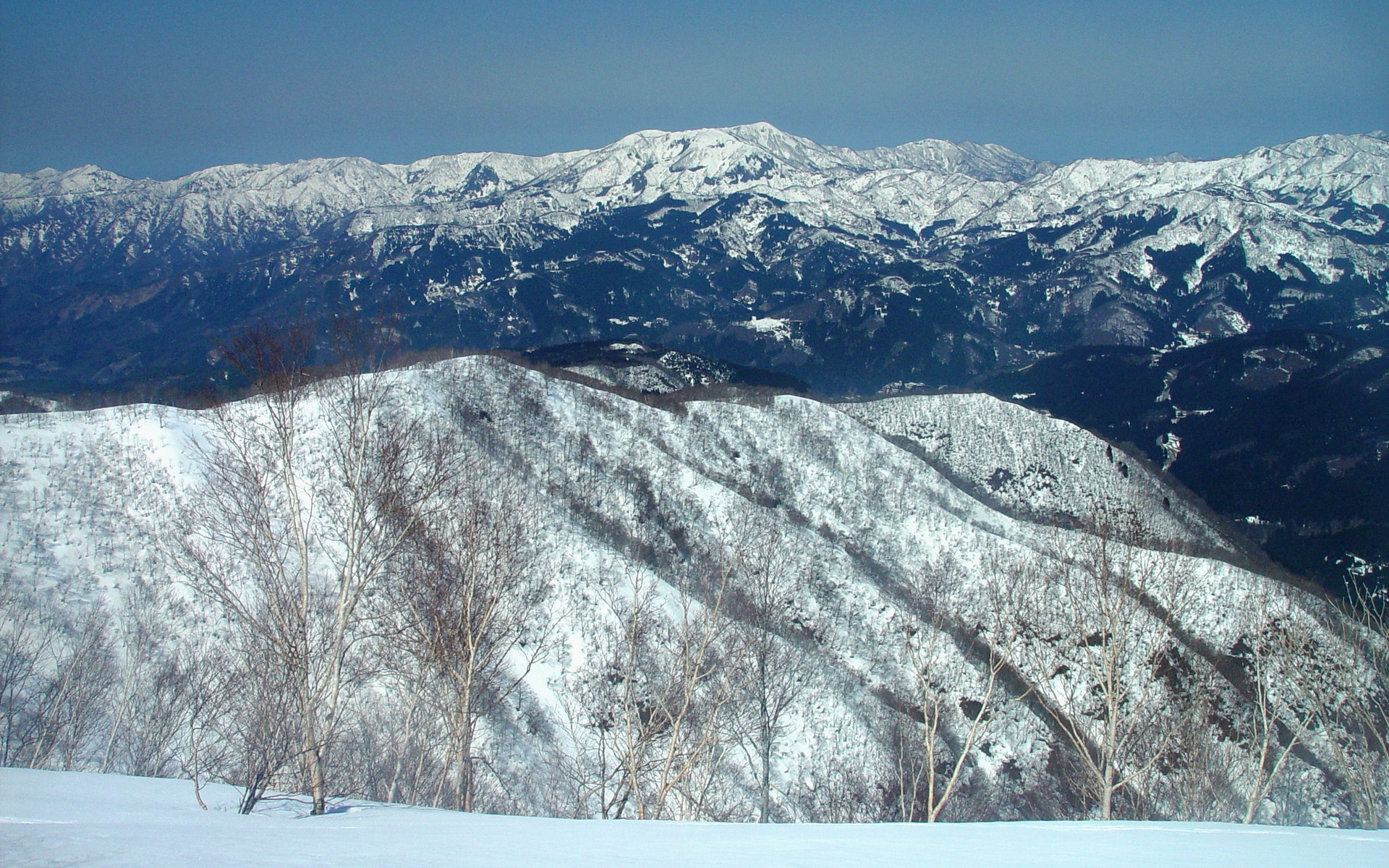
大日山

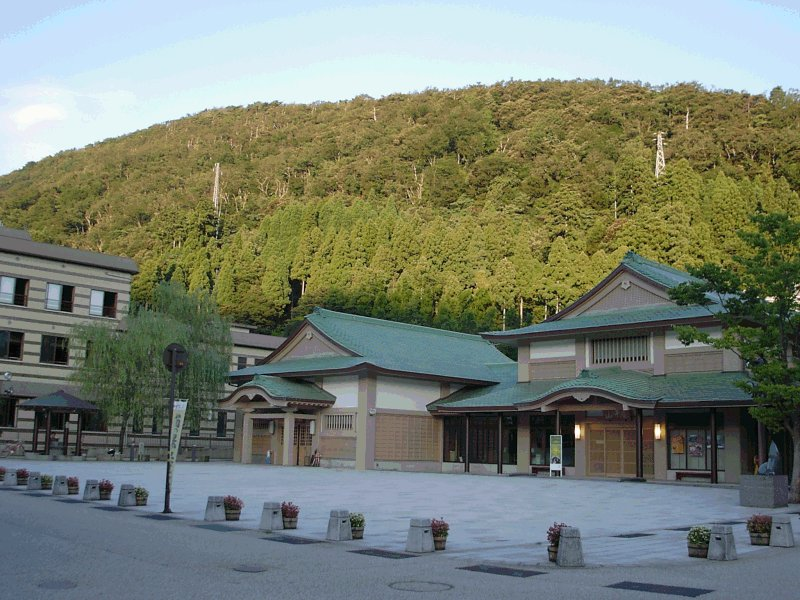
山中温泉

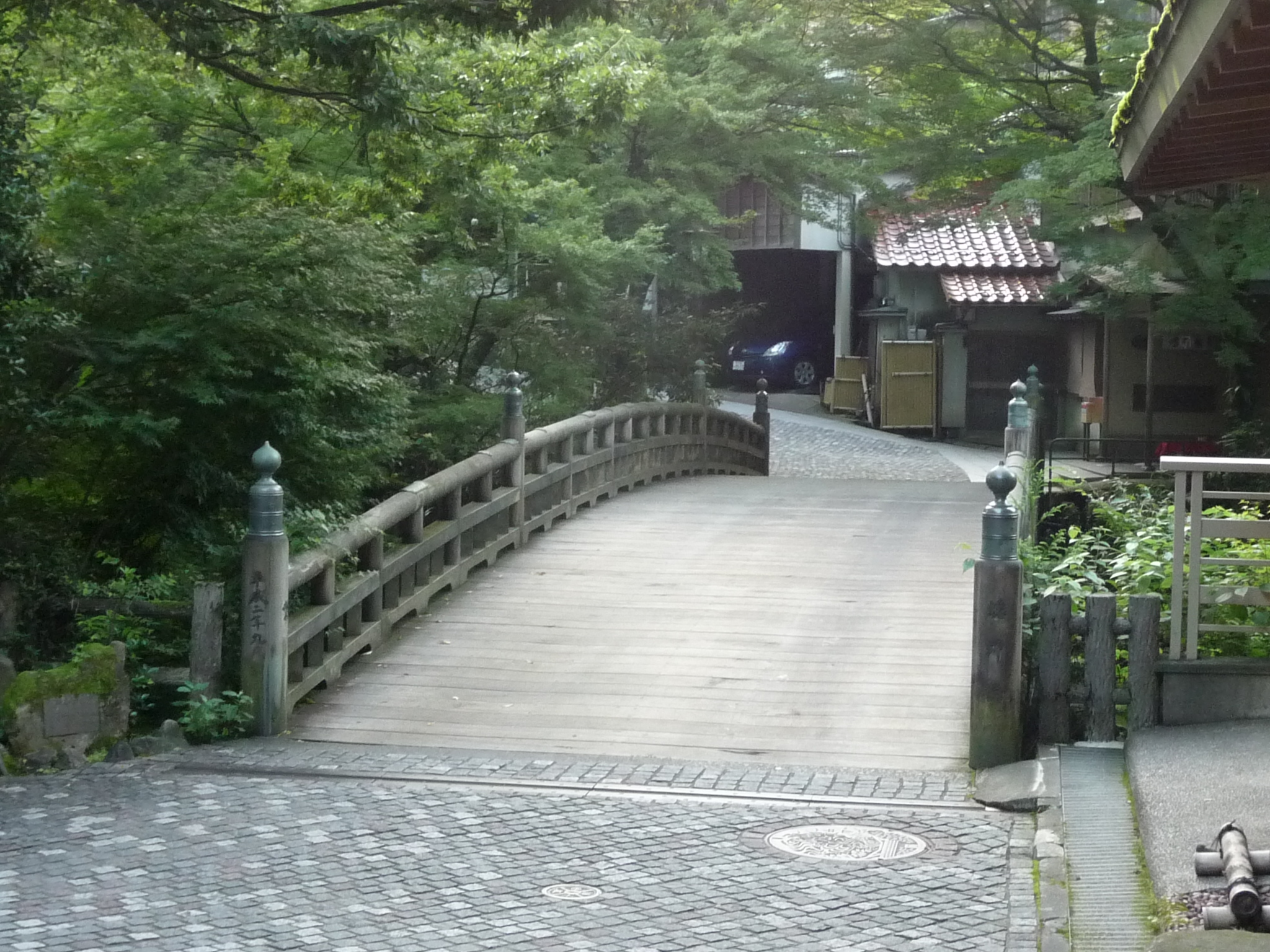
こおろぎ橋

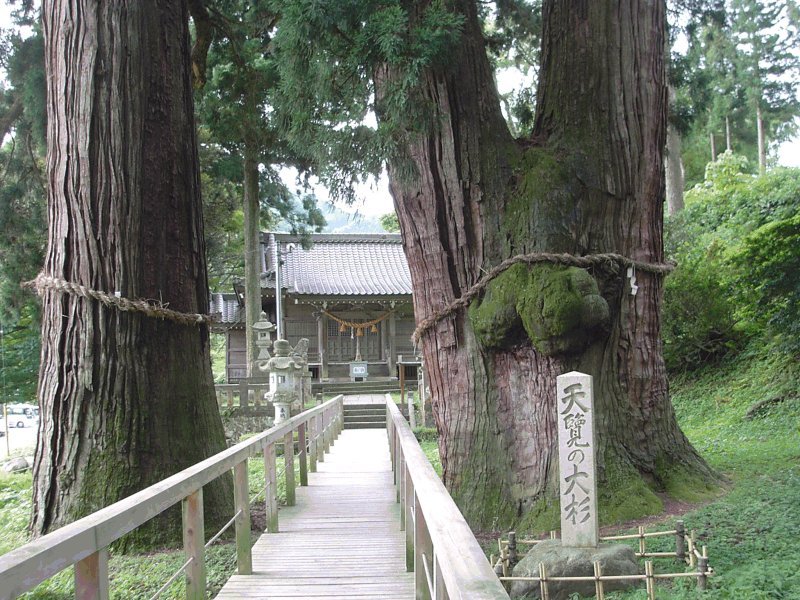
栢野大杉

山中・大日山県立自然公園（やまなか・だいにちさんけんりつしぜんこうえん）は、石川県の県立自然公園。加賀市と小松市にまたがる。

## 概要
石川県南部の山間部にある山中温泉とその背後にある我谷ダムや富士写ヶ岳、大日山一帯などを含む2,576haの自然公園である。指定区域は、山中温泉から富士写ヶ岳にかけての地域（1,594ha）、大日山頂部一帯の地域（766ha）、千束ヶ滝等の滝や渓谷がみられる地域（192ha）、江戸時代の九谷焼の窯跡がある地域（24ha）の4団地からなる。1967年（昭和42年）10月1日に石川県で初めての県立自然公園として指定された。
山中温泉に近接する鶴仙渓は大聖寺川中流域にある奇岩、深淵の景勝地である。総檜造りのこおろぎ橋を起点として渓谷沿いに遊歩道が整備され四季折々の景観を眺めながら散策することができる。富士写ヶ岳には3つの登山口がある。その一つ我谷登山口は我谷ダムのダム湖（富士写湖）に架かる我谷吊橋を渡り、2時間ほどで山頂まで登ることができる。大日山の登山道は山中温泉真砂町を起点として2つの登山口があり、いずれも山頂まで約3時間ほどである。
絶滅危惧種のエチゼンダイモンジソウはこの自然公園と福井県の一部でのみ見ることができる。

## 地理

### 山岳
- 大日山（1,368m）
- 小大日山（1,198m）
- 富士写ヶ岳（942m）

### 河川
- 大聖寺川
- 千束ヶ滝、女郎ヶ滝

## 観光地
- 山中温泉
- 鶴仙渓 - こおろぎ橋、あやとり橋、黒谷橋
- 栢野大杉
- 道の駅山中温泉 ゆけむり健康村
- 我谷ダム - 富士写湖、我谷吊橋
- 九谷焼窯跡展示館

## アクセス
山中温泉まで
- 北陸新幹線・IRいしかわ鉄道線 加賀温泉駅からバスで30分、金沢駅からバスで1時間30分
- 北陸自動車道加賀インターチェンジから国道364号で30分

## 関連市町村
- 加賀市（旧・江沼郡山中町）
- 小松市